# Schweigern
Schweigern ist ein Stadtteil von Boxberg im Main-Tauber-Kreis im fränkisch und badisch geprägten Nordosten Baden-Württembergs.

## Geographie

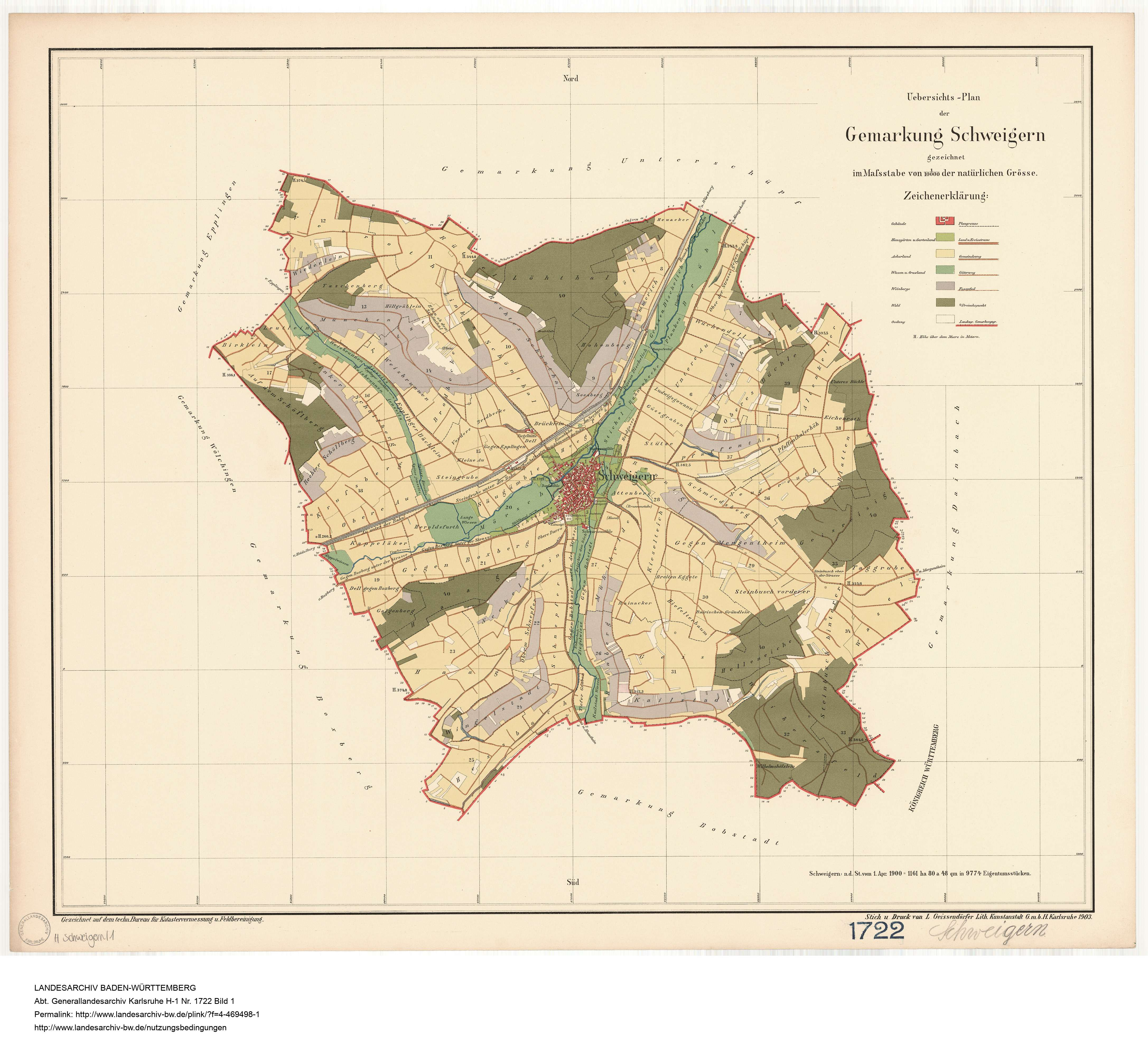
Gemarkung von Schweigern, 1903

Schweigern liegt in einer Talsohle der Umpfer zwischen der westlich gelegenen Stadt Boxberg und dem nordöstlich gelegenen Stadtteil Unterschüpf, im Kreuzpunkt der Täler in Richtung dem südlich gelegenen Stadtteils Bobstadt und dem nordwestlich gelegenen Stadtteil Epplingen. Mit seinem unregelmäßigen Grundriss dehnt sich das Haufendorf am Zusammenfluss von Umpfer und Ursbach aus. Zur Gemarkung der ehemaligen Gemeinde Schweigern gehören das Dorf Schweigern (⊙) und die Wohnplätze Lärchenweg (⊙), Mühlheide (⊙), Nickelstein (⊙), Planken (⊙), Steinbusch (⊙) und Ziegeleiapparatebau (⊙) sowie die abgegangenen Ortschaften Kailstadt und Wingelstadt.

## Geschichte

### Mittelalter
Der Ort wurde im Jahre 823 erstmals urkundlich als villa Soagra und im Jahre 846 als Sweigra (zu Schweige = Viehhütte) erwähnt. Es handelt sich wohl um eine Ausbausiedlung der fränkischen Zeit, die zur Herrschaft Boxberg gehörte. Vom frühen 12. bis zur Mitte des 15. Jahrhunderts ist ein Ministerialengeschlecht nachweisbar, zuletzt im Dienst der Grafen von Wertheim. Eine ehemalige Burg ist im späteren Pfarrhof aufgegangen. Eine zweite Burg soll oberhalb des Ortes in Richtung Boxberg bestanden haben. Im Jahre 1357 war Schweigern im Besitz der Herren von Rosenberg und ihrer Verwandten. Für das Dorf gewährte im Jahre 1397 König Wenzel Halsgericht, Stock und Galgen. Ein Viertel von Schweigern war im 15. Jahrhundert wertheimisches Lehen für die Klinkhart.

### Neuzeit
Öffnungsrechte in Schloss und Dorf Schweigern wurden im Jahre 1518 von Georg von Rosenberg dem Markgrafen von Brandenburg gegen einen Schutz- und Schirmbrief eingeräumt. 1524 und 1535 brachte der Pfalzgraf Ludwig V. das Dorf durch zwei Käufe zu je zwei Hälften an sich. Ab 1561 zählte Schweigern ganz zum pfälzischen Oberamt und zur Zehnt Boxberg und teilte fortan dessen Geschichte. Der Ort war einst durch einen Graben befestigt. Im Jahre 1803 gelangte der Ort an das Fürstentum Leiningen, bevor er 1806 badisch wurde. Die Amtszugehörigkeit ist identisch mit der von Boxberg.
Am 1. Dezember 1972 vereinigte sich Boxberg mit Schweigern und Wölchingen zur neuen Stadt Boxberg.

### Einwohnerentwicklung
Die Bevölkerung von Schweigern entwickelte sich wie folgt:
| Jahr | Gesamt |
| ---- | ------ |
| 1961 | 906    |
| 1970 | 868    |
| 2015 | 997    |

## Religion
Die Reformation wurde in Schweigern schon ganz zu Beginn von den zuständigen Landesherren eingeführt: Zunächst in lutherischer, aber schon Mitte des 16. Jahrhunderts in reformierter Ausprägung.

## Politik
Das Wappen von Schweigern zeigt: Gespaltener Schild: vorne geteilt und in verwechselten Farben fünfmal von Silber und Rotgespalten; hinten in Gold ein roter Balken, belegt mit einer goldenen Rose.

## Kultur und Sehenswürdigkeiten

### Kulturdenkmale
Unbewegliche Bau- und Kunstdenkmale des Ortes sind in der vom Regierungspräsidium Stuttgart herausgegebene Liste der Bau- und Kunstdenkmale aufgeführt. Eine Auskunft ist auf Anfrage bei der Unteren Denkmalschutzbehörde der Stadt Boxberg erhältlich.

#### Kirche St. Kilian
Die katholische Kirche St. Kilian entstand zwischen 1880 und 1882. Der schlichte Saalbau hat einen offenen Glockenstuhl als Dachreiter.

#### Kirche St. Michael
Die evangelische Kirche St. Michael in Schweigern aus dem Jahre 1812 ist ein schlichter Saalbau mit einseitig abgewalmtem Dach und Westturm sowie einer Kirchhofmauer. Die Kirche wurde 1959 und 1998/99 renoviert.

### Kalkofen
Unweit des Wohnplatzes Steinbusch befindet sich ein in der Neuzeit eingerichteter Kalkofen als eindrucksvolles Beispiel für einen im Gelände ablesbaren ehemals bäuerlich-dörflichen Nebenerwerbsbetrieb der vorindustriellen Zeit. Der Kalkofen wurde nach dem Zweiten Weltkrieg aufgegeben.

### Rad- und Wanderwege
Schweigern liegt am Umpfertalradweg bzw. am Radweg Liebliches Taubertal – der Sportive.

## Wirtschaft und Infrastruktur

### Ansässige Unternehmen
In Schweigern befindet sich der Hauptsitz des Unternehmens Hofmann Menü-Manufaktur GmbH (Hofmann-Menü), eines bedeutenden Herstellers von tiefgekühlten und frischen Gerichten für Betriebskantinen, Krankenhäuser, Altenheime und dergleichen, der in Deutschland und Österreich 1200 Mitarbeiter beschäftigt, davon rund 800 in Boxberg.
In der Schwarzenmühle wird Getreide mit Naturstein entspelzt und vor allem Dinkelprodukte angeboten.

### Verkehr
Schweigern ist aus nordöstlicher Richtung und aus südwestlicher Richtung jeweils über die B 292 zu erreichen, die im Ortsbereich als Marktstraße bezeichnet wird. In südlicher Richtung ist der Ort über die L 513 zu erreichen, die im Ortsbereich als Haagstraße bezeichnet wird. Daneben ist der Ort im Südosten über die L 2248 und im Nordwesten über die K 2839 (im Ortsbereich als Bahnhofstraße bezeichnet) zu erreichen.
Der ehemalige Bahnhof Schweigern (Baden) an der Bahnstrecke Stuttgart–Würzburg wurde im Jahre 1872 errichtet. Er wird nicht mehr bedient.

### Wohnen und Bauen
Der Ort wuchs seit den 1960er und 1970er Jahren vor allem nach Norden und Nordosten, wo sich auch Industrie seit 1966 niederließ.